# فريد ماكموراي
فريد ماكموراي (بالإنجليزية: Fred MacMurray)‏ هو ممثل أمريكي، ولد في 30 أغسطس 1908 بكانكاكي في الولايات المتحدة، وتوفي في 5 نوفمبر 1991 بسانتا مونيكا في الولايات المتحدة بسبب ابيضاض الدم وذات الرئة. من الجوائز التي نالها دزني ليجندز (اساطير دزني) سنة 1987.

## أعمال

### أفلام
- (1935) أليس آدمز
- (1944) تعويض مزدوج
- (1960) الشقة

### مسلسلات
- أبنائي الثلاثة

## جوائز
- دزني ليجندز (اساطير دزني) (1987)

## وصلات خارجية
- فريد ماكموراي على موقع IMDb (الإنجليزية)
- فريد ماكموراي على موقع الموسوعة البريطانية (الإنجليزية)
- فريد ماكموراي على موقع روتن توميتوز (الإنجليزية)
- فريد ماكموراي على موقع ألو سيني (الفرنسية)
- فريد ماكموراي على موقع ميوزك برينز (الإنجليزية)
- فريد ماكموراي على موقع تيرنر كلاسيك موفيز (الإنجليزية)
- فريد ماكموراي على موقع أول موفي (الإنجليزية)
- فريد ماكموراي على موقع قاعدة بيانات برودواي على الإنترنت (الإنجليزية)
- فريد ماكموراي على موقع قاعدة بيانات الأفلام السويدية (السويدية)
- فريد ماكموراي على موقع إن إن دي بي (الإنجليزية)